# Rhamphichthyidae
Los peces cuchillo de arena son la familia Rhamphichthyidae de peces de agua dulce, incluida en el orden Gymnotiformes, distribuidos por ríos y lagos de América del Sur. Su nombre procede del griego: rhamphos (pico de ave) + ichthys (pez).

## Morfología
Tienen el cuerpo muy alargado y comprimido lateralmente; no tienen cintura ni aletas pélvicas; no tienen aleta dorsal ni aleta caudal, siendo la aleta anal extremadamente larga desde las pectorales hasta casi la punta posterior del cuerpo; la boca es larga y tubular, sin dientes en el maxilar inferior y con las fosas nasales sobre ella muy juntas; poseen un órgano eléctrico miogénico.

## Hábitat
Son peces de hábitos nocturnos, que durante el día permanecen enterrados en la arena y durante la noche cazan ayudándose de descargas eléctricas.

## Géneros y especies
Existen 15 especies válidas, agrupadas en 3 géneros:
- Género Gymnorhamphichthys (Ellis en Eigenmann, 1912)
  - Gymnorhamphichthys hypostomus (Ellis, 1912) - Cuchillo o Anguila
  - Gymnorhamphichthys petiti (Géry y Vu-Tân-Tuê, 1964)
  - Gymnorhamphichthys rondoni (Miranda Ribeiro, 1920) - Anguila
  - Gymnorhamphichthys rosamariae (Schwassmann, 1989)
- Género Iracema (Triques, 1996)
  - Iracema caiana (Triques, 1996)
- Género Rhamphichthys (Müller y Troschel, 1849)
  - Rhamphichthys apurensis (Fernández-Yépez, 1968)
  - Rhamphichthys atlanticus (Triques, 1999)
  - Rhamphichthys drepanium (Triques, 1999)
  - Rhamphichthys hahni (Meinken, 1937)
  - Rhamphichthys lineatus (Castelnau, 1855)
  - Rhamphichthys longior (Triques, 1999)
  - Rhamphichthys marmoratus (Castelnau, 1855)
  - Rhamphichthys pantherinus (Castelnau, 1855)
  - Rhamphichthys rostratus (Linnaeus, 1766) - Anguila picuda o Morena picuda
  - Rhamphichthys schomburgki (Kaup, 1856)